# Clubiona ikedai
Clubiona ikedai är en spindelart som beskrevs av Ono 1992. Clubiona ikedai ingår i släktet Clubiona och familjen säckspindlar. Inga underarter finns listade i Catalogue of Life.